# Pratt & Whitney R-1690
Pratt & Whitney R-1690 Hornet byl široce rozšířený americký letecký motor. Byl vyvinut společností Pratt & Whitney a bylo vyrobeno 2 944 těchto motorů v letech 1926 až 1942. Letoun vybavený tímto motorem poprvé vzlétl v roce 1927. Byl to jednořadý, devítiválcový, vzduchem chlazený hvězdicový motor. Zdvihový objem činil 27,7 l. Motor byl licenčně vyráběn i v Itálii pod označením Fiat A.59. V Německu byl na základě tohoto motoru vyvinut motor BMW 132.

## Varianty
Vybrané varianty:
- R-1690-3 – 525 hp (392 kW), 625 hp (466 kW)
- R-1690-5 – 525 hp (392 kW)
- R-1690-B – 575 hp (429 kW)
- R-1690-11 – 600 hp (450 kW), 775 hp (578 kW)
- R-1690-S5D1G – 700 hp (522 kW)
- R-1690-52 – 750 hp (559 kW)
- R-1690-S1EG – 750 hp (559 kW)
- R-1690-25 – 850 hp (634 kW)
- R-1690-S1C3G – 1,050 hp (780 kW)

## Použití
Motor byl používán u následujících letounů:
- Bach Air Yacht
- Bellanca 31-40
- Boeing 80
- Boeing Model 95
- Boeing 221
- Boeing Model 299
- Burnelli UB-14
- Curtiss XF6C-5 (prototyp)
- Douglas O-38
- Fokker F.32
- Junkers Ju 52
- Junkers Ju 86
- Junkers W 34
- Keystone B-3
- Lockheed Model 14 Super Electra (L-14H)
- Lockheed Lodestar (C-56A, C-56B, C-56C, C-56D, C-56E, C-59/Mk 1a)
- Martin XB-14
- Vought O2U Corsair
- Sikorsky S-42
- Sikorsky S-43
- Wedell-Williams Model 44

## Specifikace (R-1690 SIE-G)
Data pocházejí z ruské publikace "Letecké motory vojenských vzdušných sil cizích států".

### Technické údaje
- Typ: devítiválcový přeplňovaný vzduchem chlazený zážehový hvězdicový motor
- Vrtání: 155,575 mm
- Zdvih: 161,925 mm
- Zdvihový objem: 27,703 l
- Průměr: 1,382,01 m
- Délka: 1,294,89 m
- Hmotnost: 459,9 kg

### Součásti motoru
- Ventilový rozvod: OHV
- Kompresor (dmychadlo): jednorychlostní jednostupňový odstředivý kompresor, pohon převodem zubenými koly od klikového hřídele (multiplikátor, tzn. převod do rychla), s převodem 1÷12
- Palivový systém: karburátor Stromberg
- Palivo: letecký benzín, 87 oktanů
- Chlazení: vzduchem
- Převod reduktoru: 3÷2

### Výkony
- Výkon:
  - 789 hp (589 kW) při 2 300 otáčkách za minutu při vzletu
  - 740 hp (552 kW) při 2 250 otáčkách za minutu ve výšce 7 000 stop (2 135 m)
- Poměr výkonu a zdvihového objemu: 21,26 kW/l
- Kompresní poměr: 6:1
- Specifická spotřeba paliva: 362 g/kWh
- Spotřeba oleje: 16 g/kWh
- Poměr výkonu a hmotnosti: 1,28 kW/kg

#### Související vývoj
- Pratt & Whitney R-1860
- BMW 132
- Pratt & Whitney R-2180-A Twin Hornet

#### Podobné motory
- Bristol Pegasus